# Zincolivenite
La zincolivenite è un minerale, chimicamente un arseniato di rame e zinco membro del gruppo dell'olivenite. Il nome deriva dalla sua relazione con l'olivenite e dalla presenza dello zinco nella composizione.
Il minerale è stato descritto in base ad un ritrovamento avvenuto nel distretto minerario di Laurium, Attica in Grecia e approvato come nuova specie dall'IMA il 31 gennaio 2007.
La zincolivenite è isostrutturale alla zincolibethenite con l'arsenico al posto del fosforo per cui il nome è stato attribuito per riflettere l'analogia simile della zincolibethenite con la libethenite.
La composizione chimica della zincolivenite è intermedia fra quella dell'olivenite e quella dell'adamite, la cella unitaria di questi due minerali presenta due siti distinti, uno dei quali è preferenziale per lo zinco e l'altro per il rame quindi la sostituzione di uno degli atomi di zinco con uno di rame, avviene solo in uno dei siti per cui la zincolivenite appartiene al sistema ortorombico come l'adamite e non al sistema monoclino come l'olivenite.
Per distinguere la zincolivenite dai minerali analoghi sono importanti l'analisi chimica, lo spettro all'infrarosso e le costanti ottiche.

## Morfologia
La zincolivenite si presenta in cristalli prismatici traslucidi di colore verde o blu verdastro lunghi fino a 2 mm spesso concresciuti in maniera radiale.

## Origine e giacitura
La zincolivenite è stata scoperta tra gli scarti del giacimento di argento e piombo di Laurion depositati nell'area mineraria di Kamariza, è stata trovata nelle cavità della "limonite" associata a jarosite, conichalcite, farmacoalumite, arseniosiderite e scorodite.